# NGC 477
NGC 477 este o galaxie spirală situată în constelația Andromeda. A fost descoperită în 18 octombrie 1786 de către William Herschel. De asemenea, a fost observată încă o dată de către John Herschel.